# Eleições legislativas na Áustria em 2006
As eleições legislativas austríacas tiveram lugar a 1 de Outubro de 2006.
O Partido Popular Austríaco (ÖVP), no poder desde 1999, sofreu perdas substanciais e foi inesperadamente ultrapassado pelo Partido Social-Democrata da Áustria (SPÖ). Os Verdes tornaram-se o terceiro maior partido pela primeira vez, enquanto o Partido da Liberdade da Áustria (FPÖ) caiu para o quarto lugar pela primeira vez. A Aliança para o Futuro da Áustria (BZÖ), concorrendo nas suas primeiras eleições nacionais, ultrapassou por pouco o limite eleitoral de 4%, contrariando as sondagens que não davam hipóteses ao partido de eleger deputados.
Após as eleições de 2002, o ÖVP formou um governo de coligação com o FPÖ mas, em 2005, a Aliança para o Futuro da Áustria (BZÖ) separou-se do FPÖ. A maioria dos deputados do do FPÖ aderiram ao novo partido, que substituiu o FPÖ como parceiro de coligação no governo. Como resultado das eleições de 2006, a coligação ÖVP – BZÖ perdeu a maioria. Após três meses de negociações, o SPÖ e o ÖVP formaram uma grande coligação sob o comando do líder do SPÖ, Alfred Gusenbauer, que tomou posse em 11 de Janeiro de 2007.

## Resultados Oficiais

Partidos no Nationalrat

| Partido                     | Partido                          | Votos     | %               | +/-  | Deputados | +/-     |
| --------------------------- | -------------------------------- | --------- | --------------- | ---- | --------- | ------- |
|                             | Partido Social-Democrata         | 1 663 986 | 35,34 / 100,00  | 1,17 | 68 / 183  | 1       |
|                             | Partido Popular                  | 1 616 493 | 34,33 / 100,00  | 7,97 | 66 / 183  | 13      |
|                             | Os Verdes - Alternativa Verde    | 520 130   | 11,05 / 100,00  | 1,58 | 21 / 183  | 4       |
|                             | Partido da Liberdade             | 519 598   | 11,04 / 100,00  | 1,03 | 21 / 183  | 3       |
|                             | Aliança para o Futuro da Áustria | 193 539   | 4,11 / 100,00   | Novo | 7 / 183   | Novo    |
| Barreira Eleitoral de 4,00% |                                  |           |                 |      |           |         |
|                             | Lista Dr. Martin                 | 131 688   | 2,80 / 100,00   | Novo | 0 / 183   | Novo    |
|                             | Partido Comunista                | 47 578    | 1,01 / 100,00   | 0,45 | 0 / 183   | Estável |
|                             | Outros (com menos de 1,00%)      | 15 269    | 0,33 / 100,00   |      | 0 / 183   |         |
| Votos inválidos             | Votos inválidos                  | 85 499    | 1,78 / 100,00   | 0,32 |           |         |
| Total                       | Total                            | 4 793 780 | 100,00 / 100,00 |      | 183 / 183 |         |
| Eleitorado/Participação     | Eleitorado/Participação          | 6 107 892 | 78,49 / 100,00  | 5,78 |           |         |
| Fonte                       |                                  |           |                 |      |           |         |